# Beamys hindei
Beamys hindei (Thomas, 1909) è un roditore della famiglia dei Nesomiidi, unica specie del genere Beamys (Thomas, 1909), diffuso nell'Africa orientale.

## Descrizione

### Dimensioni
Roditore di medie dimensioni, con la lunghezza della testa e del corpo tra 115 e 164 mm, la lunghezza della coda tra 112 e 145 mm, la lunghezza del piede tra 21 e 24 mm, la lunghezza delle orecchie tra 17 e 22 mm e un peso fino a 96 g.

### Caratteristiche craniche e dentarie
Il cranio presenta un rostro relativamente lungo e sottile, il palato relativamente corto con due fori brevi e la bolla timpanica piccola. Gli incisivi superiori sono lisci, quelli inferiori hanno leggere striature longitudinali in rilievo di smalto, mentre i molari hanno le cuspidi ben sviluppate.
Sono caratterizzati dalla seguente formula dentaria:

### Aspetto
La pelliccia è densa e soffice. Le parti dorsali sono grigie talvolta con dei riflessi rossastri sulla schiena e la groppa, mentre le parti ventrali, la gola ed il mento sono bianche. Alcuni individui hanno una fiamma biancastra sulla fronte. Il muso è appuntito, gli occhi sono piccoli e neri, le vibrisse sono lunghe e nere. Sono presenti due tasche guanciali. Le orecchie sono relativamente corte e arrotondate. Gli arti sono corti, il dorso delle zampe è bianco. Le zampe anteriori hanno quattro dita, i piedi sono robusti, larghi e con cinque dita corte, le piante sono prive di peli e provviste di sei cuscinetti plantari. La coda è lunga circa quanto la testa ed il corpo, è tozza e parzialmente prensile, ricoperta di scaglie, uniformemente bianca con diverse macchie più scure. I maschi sono solitamente più grandi delle femmine.  Il cariotipo è 2n=52.

## Biologia

### Comportamento
È una specie prevalentemente solitaria, terricola e notturna, sebbene si arrampichi con abilità sui rami degli alberi. Durante il giorno riposano nelle tane, le quali hanno un corridoio verticale che immette in diverse camere utilizzate come nidi, latrine o magazzini. Le prime vengono rivestite di foglie verdi fresche, che vengono sostituite regolarmente. Utilizzano le tasche guanciali per trasportare il cibo fino ai rifugi. Sono abbastanza lenti nei movimenti e letargici, passando gran parte del tempo avvolti su loro stesso nei nidi, pertanto potrebbero entrare in letargo nei periodi più freddi.

### Alimentazione
Si nutre di semi e frutta. Il cibo viene immagazzinato nelle tane. Ne è stata osservata una che conteneva circa 1.400 semi di diverse specie di piante, per un peso totale di 1,2 kg.

### Riproduzione
Danno alla luce 1-5 piccoli alla volta dopo una gestazione di 22-23 giorni ad intervalli di circa due mesi. I periodi riproduttivi dipendono dalle località e sono state osservate femmine che allattavano e maschi sessualmente attivi durante tutti i mesi dell'anno eccetto novembre, marzo ed agosto, periodi con piovosità minima. alla nascita sono interamente rosa e rivestiti di una finissima peluria grigia, pesano fino a 4.3 g e crescono rapidamente, raggiungendo il peso di 43 g dopo un mese. L'aspettativa di vita in cattività è di 3-4 anni.

## Distribuzione e habitat
Questa specie è diffusa nell'Africa orientale, dal Kenya sud-orientale fino al Malawi e lo Zambia nord-orientale.
Vive nelle foreste sempreverdi e decidue, foreste a galleria ed occasionalmente in campi coltivati e piantagioni di cassava fino a 2.000 metri di altitudine.

## Tassonomia
Sono state riconosciute 2 sottospecie:
- B.h.hindei: Kenya sud-orientale, Tanzania orientale;
- B.h.major (Dollman, 1914): Tanzania sud-occidentale, Malawi, Zambia nord-orientale, Mozambico settentrionale

## Conservazione
La IUCN Red List, considerato il vasto areale, la tolleranza alle modifiche ambientali e la popolazione presumibilmente numerosa, classifica B.hindei come specie a rischio minimo (Least Concern).